# Teófanes Prokopoviche
Teófanes Prokopoviche (em russo:  Феофан Прокопович; 18 de junho [O.S. 8 de junho] de 1681, Kiev, Hetmanato, Czarado da Rússia - 19 de setembro [O.S. 8 de setembro] de 1736, São Petersburgo, Império Russo) foi um teólogo ortodoxo russo, escritor, poeta, matemático e filósofo de origem malorussa. Foi reitor da Academia Mohileana em Kiev (atual Kiev, Ucrânia) e arcebispo de Novogárdia. Ele elaborou e implementou a reforma da Igreja Ortodoxa Russa de Pedro, o Grande. Prokopoviche escreveu muitos versos religiosos e alguns dos sermões mais duradouros na língua russa.

## Biografia

### Infância e educação
Teófanes (nascido Eleazar ou Elisei) Prokopoviche nasceu em Kiev, Hetmanato Cossaco, um estado vassalo sob o Czarado da Rússia. Seu pai, Tsereiski, era lojista de Smolensk. Após a morte de seus pais, Eleazar foi adotado por seu tio materno, Teófanes Prokopoviche.  Teófanes Prokopoviche foi abade do Mosteiro da Epifania da Irmandade de Kiev, professor e reitor da Academia Mohileana. 
O tio de Prokopoviche o enviou ao mosteiro para estudar na escola primária.  Após a formatura, tornou-se aluno da Academia Mohileana.
Em 1698, após se formar na Academia Mohileana, Eleazar continuou seus estudos no Volodimir Uniate Collegium. Ele viveu no mosteiro Basiliano e foi tonsurado como monge uniata sob o nome de Elisha ou Elisey.  O bispo uniata de Volodimir, Zalenski, percebeu as habilidades extraordinárias do jovem monge e contribuiu para sua transferência para a Academia Católica de Santo Atanásio, em Roma, que foi criada por teólogos para difundir o catolicismo entre os adeptos ortodoxos.
Em Roma, teve acesso à Biblioteca do Vaticano.  Além da teologia, Prokopoviche também estudou as obras dos antigos filósofos latinos e gregos, historiadores, atrações da antiga e da nova Roma, e os princípios da fé católica e do Papa. Ao longo de seus estudos, conheceu as obras de Tommaso Campanella, Galileu Galilei, Giordano Bruno e Nicolau Copérnico.
Em 28 de outubro de 1701, Prokopoviche deixou Roma sem concluir o curso completo na academia.  Passou pela França, Suíça e Alemanha, antes de estudar em Halle. Lá ele conheceu as ideias da Reforma Protestante.

### Retorno a Rússia
Regressou ao Hetmanato (então parte do Czarado da Rússia) em 1704, primeiro para Pochaive Lavra, depois para Kiev, onde renunciou à união católica bem como à sua penitência e tonsura com os monges ortodoxos, tomando o nome de Teófanes no em memória de seu tio.
A partir de 1705, Prokopoviche ensinou retórica, poética e filosofia no Kiev-Mogila Collegium. Ele também escreveu a tragicomédia "Vladimir"(«Влади́мир»), dedicando-a ao Hetman Ivan Mazepa.  Ao mesmo tempo, ele escreveu os sermões teológicos e filosóficos que foram vistos pelos governadores-gerais de Kiev, Dmitry Golitsyn e Alexander Menshikov.
Em 1711, Prokopoviche proferiu um sermão por ocasião do aniversário da Batalha de Poltava. O czar da Rússia, Pedro I, ficou impressionado com a eloquência deste sermão,  e ao retornar a Kiev, Teófanes Prokopoviche foi nomeado reitor da Academia Kiev-Mogila  e professor de teologia.  Ao mesmo tempo, ele também se tornou abade do Mosteiro da Epifania da Irmandade de Kiev. Ele reformou inteiramente o ensino de teologia ali, substituindo o método histórico dos teólogos alemães pelo sistema escolástico ortodoxo. 
Em 1716, foi para São Petersburgo.  A partir daí, Prokopoviche passou seu tempo explicando do púlpito o novo sistema escolar e justificando suas inovações mais controversas. Apesar da oposição do clero russo, que considerava a "Luz de Kiev" um intruso e semi-herege, ele tornou-se inestimável para o poder civil. Ele foi promovido a bispo de Pskov em 1718 e arcebispo de Novgorod em 1725.  Ele morreu em São Petersburgo. 
Como autor do regulamento espiritual para a reforma da Igreja Ortodoxa Russa, Teófanes é considerado o criador do departamento espiritual que substituiu o patriarcado, mais conhecido pelo seu nome posterior de Santo Sínodo Governante, do qual foi nomeado vice-presidente. Inimigo impiedoso de superstições de qualquer tipo, Prokopoviche continuou a ser um reformador mesmo após a morte de Pedro, o Grande. Ele simplificou a pregação russa, introduzindo temas populares e um estilo simples nos púlpitos ortodoxos. 